# Geraldão (futebolista)
Geraldo Dutra Pereira mais conhecido como Geraldão (Governador Valadares, 24 de abril de 1963) é um ex-futebolista e ex-treinador de futebol brasileiro, que atuava como zagueiro.
Era conhecido pelo seu estilo de jogo viril e sua grande força física. Possuía boa técnica e fez sucesso e gols no FC Porto cobrando faltas.

## Carreira

### Jogador
Foi levado ao Cruzeiro pelo irmão Tião, ex-jogador. Em 1981, ainda como junior, ajudou a completar o time reserva da Seleção Brasileira que treinava para a Copa do Mundo de 1982.
Após disputar o Campeonato Mineiro de 1981, em maio foi para o Al-Arabi do Catar levado por Procópio Cardozo, onde passou 3 anos (81-83) e ganhou 5 títulos. O clube conquistou seu primeiro título na história em cima do Al-Saad, com gol de Geraldão no finalzinho do jogo.
Voltou para o Cruzeiro e foi destaque do time celeste na conquista do título mineiro de 1984, que interrompeu uma sequência do Atlético.
Chegou a Seleção Brasileira de Futebol em 1987 convocado pelo também mineiro Carlos Alberto Silva. Pela Seleção, foi campeão Pan-Americano em Indianápolis 1987, classificando o time canarinho para as Olimpíadas de Seul 1988.
Teve seu passe comprado pelo empresário Luiz Márcio Surette por 200 mil dólares, que o repassou em 1987 ao Porto de Portugal aonde, futuramente, também atuaria como gerente de futebol. Sua estreia com a camisola dos Dragões aconteceu no dia 30 de agosto de 1987, no Estádio Municipal de Guimarães. No final desse ano, sagrou-se Campeão Mundial Interclubes pelo clube.
No final de janeiro de 1991 a direção do Porto, representada pelo presidente Jorge Nuno Pinto da Costa, decidiu afastar Geraldão do plantel, alegando que ele se encontrava em negociação com o eterno rival Benfica. Um mês e meio após a decisão, o Porto encontrava-se em situação preocupante no Campeonato Português, pois perdera a liderança para o próprio rival. Foi então que Pinto da Costa solicitou a volta do zagueiro, que já se encontrava no Brasil para a continuação do campeonato — o Porto sagrou-se campeão daquele ano.
Defendeu o Paris Saint-Germain na temporada 1991/1992. Após uma temporada ruim e sem tanta regularidade, o zagueiro resolveu voltar ao futebol brasileiro em 1992, quando foi atuar no Grêmio.
Sofreu uma grave lesão ainda em 1987 quando tinha apenas 22 anos, o que acabou se agravando com o passar dos anos. Com isso Geraldão encerrou sua carreira prematuramente em 1993, aos 30 anos de idade, após defender a Portuguesa por seis meses.

### Técnico
Após passar três anos longe do futebol cuidando de assuntos pessoais como a sua fazenda em Governador Valadares, Geraldão resolveu voltar ao mundo do esporte em 1996, quando tornou-se técnico diplomado pela Escola de Educação Física do Exército, do Rio de Janeiro.
Iniciou a nova carreira treinando o recém-criado Ipatinga em 1997, passou pelo time B do Porto, de Portugal, e em 2005 treinou o CRB, de Alagoas.

### Outras
Além disso, Geraldão ainda foi gerente de futebol do Porto, Ipatinga e Marítimo.

## Títulos

### Jogador
Brasil
- Medalha de Ouro nos Jogos Pan-americanos: 1987[23]
- Taça Stanley Rous: 1987

Cruzeiro
- Campeonato Mineiro: 1984 e 1987

Porto
- Mundial de Clubes - 1987
- Campeonato Português de Futebol - 1987-88, 1989-90
- Taça de Portugal - 1987-88 e 1990-91
- Supertaça de Portugal - 1989-90 e 1990-91
- Torneio de Viareggio - 1989
- Troféu Teresa Herrera - 1991

Grêmio
- Campeonato Gaúcho: 1993

## Histórico de jogos pela Seleção Brasileira[10]
- Total - 9 jogos, 6 vitórias, 1 empate e 2 derrotas
- Copa América 1987 - 2 jogos, 1 vitória e 1 derrota